# 多線駝背脂鯉
多線駝背脂鯉（学名：Cyphocharax multilineatus），為輻鰭魚綱脂鯉目脂鯉亞目無齒脂鯉科的其中一個種，分布於南美洲奧里諾科河上游及黑河流域，體長可達10.9公分，棲息在氾濫區，生活習性不明，可作為觀賞魚。